# Franz Xaver von Wegele

Franz Xaver von Wegele

Franz Xaver Wegele, ab 1881 von Wegele (* 29. Oktober 1823 in Landsberg am Lech; † 17. Oktober 1897 in Würzburg) war ein deutscher Historiker und Mitredakteur der Allgemeinen Deutschen Biographie (ADB).

## Leben
Wegele studierte an den Universitäten München und Heidelberg. In politisch unruhigen Zeiten konnte er sich 1849 habilitieren und bekam im Anschluss daran einen Lehrauftrag für Geschichte an der Universität Jena.
Zwei Jahre später berief man dort Wegele zum „Professor für Geschichte“. 1857 nahm er einen Ruf an die Universität Würzburg an. Im darauffolgenden Jahr wurde er bei der Historischen Kommission in München als Mitglied aufgenommen. Dort war er viele Jahre maßgeblich an der Veröffentlichung der ADB beteiligt. Seit 1860 war er auswärtiges Mitglied der Bayerischen Akademie der Wissenschaften.

## Schriften (Auswahl)
als Autor
- Karl August von Weimar. Weimar 1850.
- Dei hl. Elisabeth. In: Historische Zeitschrift. Band 5, 1861.
- Dante Alighieris Leben und Werke. 3. Auflage. Jena 1879.
- Monumenta Eheracensia. Nördlingen 1863.
- Die Reformation der Universität Würzburg. Festrede zur Jahresfeier der Stiftung der Julius-Maximilians-Universität am 2. Januar 1863. Thein, Würzburg 1863.
- Zur Literatur und Kritik der fränkischen Nekrologien. Nördlingen 1864.
- Friedrich der Freidige, Markgraf von Meißen. Nördlingen 1870.
- Goethe als Historiker. Würzburg 1876.
- Graf Otto von Henneberg. Würzburg 1875.
- Geschichte der Universität Würzburg. 2 Bände. Stahel, Würzburg 1882; Neudruck 1969.
- Geschichte der deutschen Historiographie seit dem Auftreten des Humanismus. München 1885.

als Herausgeber
- Reinhardsbrunner Annalen (Thüringische Geschichtsquellen)
- Nicolaus de Siegen: Chronicon ecclesiasticum Nicolai de Siegen O.S.B. Jena 1854–1855 (2 Bde.).